# Amaranthe (Album)
Amaranthe ist das Debütalbum der schwedisch-dänischen Metal-Band Amaranthe. Das Album wurde am 13. April 2011 veröffentlicht.

## Titelliste

### Standard-Edition
1. Leave Everything Behind – 3:19
2. Hunger – 3:13
3. 1.000.000 Lightyears – 3:16
4. Automatic – 3:26
5. My Transition – 3:50
6. Amaranthine – 3:30
7. It's All About Me (Rain) – 3:45
8. Call Out My Name – 3:17
9. Enter the Maze – 4:05
10. Director's Cut – 4:44
11. Act of Desperation – 3:05
12. Serendipity – 3:26

### Special Edition
1. Breaking Point – 3:41
2. A Splinter in My Soul – 3:42

## Rezeption
Die Rezeption des Debütalbums fiel zwiespältig aus. Tobias Blum kommentierte in der Zeitschrift Rock Hard, das Album bestehe „aus nichts als vorhersehbaren Popformeln, von einem kompetent trällernden Gesangsduo zweckmäßig intoniert und so professionell wie steril produziert“, und die Lieder „könnten von jedem beliebigen „Superstar“-Sternchen verkauft werden.“ Jan Wischkowski schrieb im Webzine metal.de, das Album klinge „unauthentisch, bis aufs Letzte (im negativen) Sinne konzipiert“, und die Musiker wirkten „eher wie ein Produkt, nicht wie eine Band.“ Hingegen nannte Martin Rudolph auf Powermetal.de das Album „eines der interessantesten, mitreißendsten und […] besten Metal/Rock-Alben dieses Jahres“ und hob hervor, dass einige Songs „dermaßen Ohren rötendes Hitpotenzial [hätten], dass es einem schwindelig wird.“